# 대공궁 (룩셈부르크)

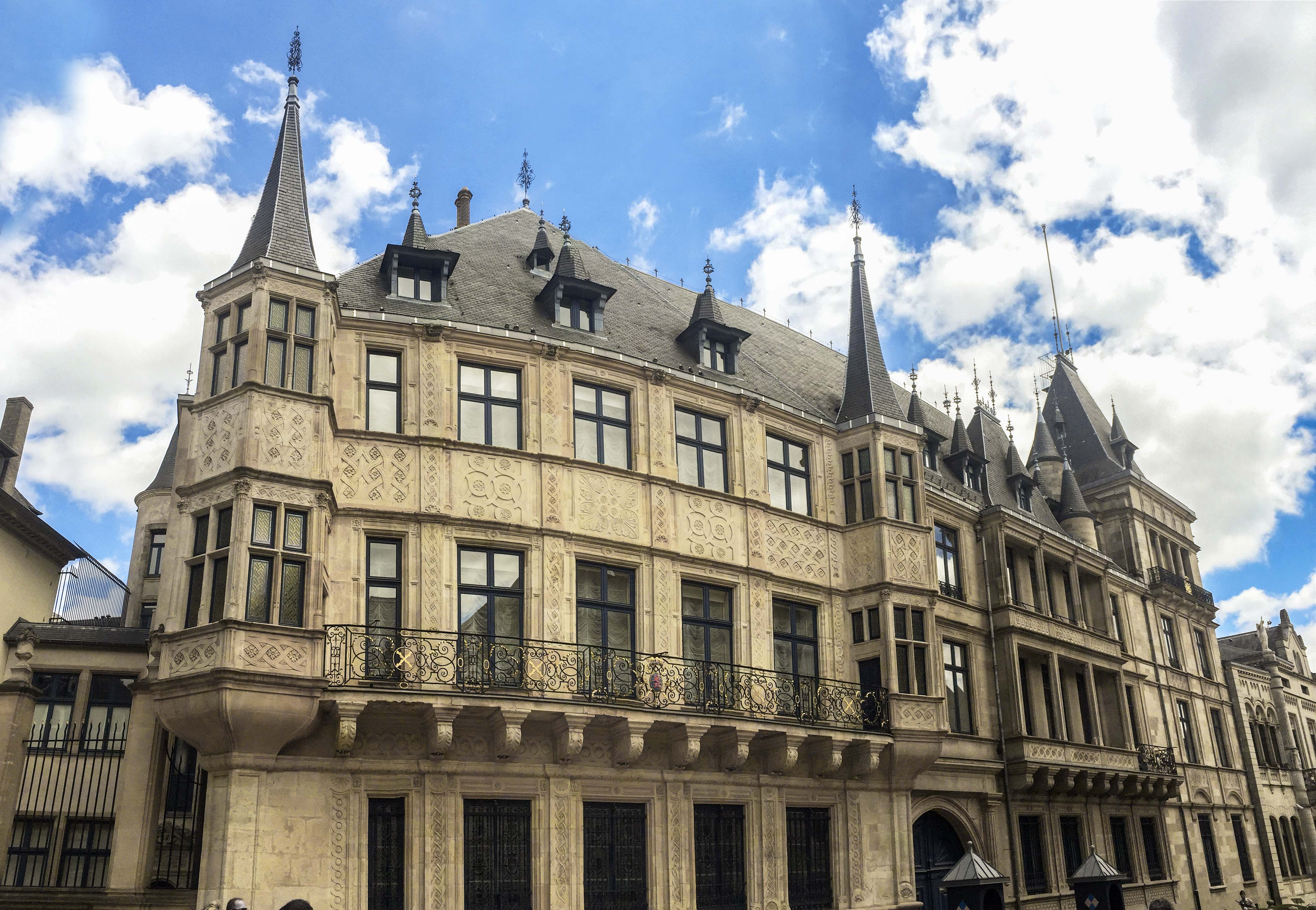
그랜드 듀칼 궁전의 정면

룩셈부르크 대공궁(룩셈부르크어: Groussherzogleche Palais, 프랑스어: Palais grand-ducal, 독일어: Großherzogliches Palais)은 룩셈부르크의 수도인 룩셈부르크시에 위치한 궁전이다. 룩셈부르크의 국가원수인 대공의 관저이기도 하다.